# Foro Babel
Foro Babel es una iniciativa cívica de intelectuales y artistas catalanes en defensa del bilingüismo en Cataluña y en contra de las políticas de normalización lingüística de la Generalidad de Cataluña. Fue fundado el 13 de diciembre de 1996 en el CCCB. 

## Objetivo
El Foro se planteaba como objetivo
"...crear un espacio cívico para la conexión, comunicación, debate, elaboración, expresión y difusión  de todas aquellas ideas vinculadas y relacionadas con la problemática de las sociedades multiculturales y del desarrollo de los valores democráticos en su seno."
La actividad de Foro Babel se reflejó en el lanzamiento de dos Manifiestos, que provocaron un amplio debate público en Cataluña: el Primer Manifiesto o Documento sobre el uso de las lenguas oficiales en Cataluña, publicado en abril de 1997; y el Segundo Manifiesto o Manifiesto por un nuevo modelo de Cataluña, publicado en junio de 1998.

## Firmantes de los Manifiestos de Foro Babel
Entre los firmantes más destacados de los Manifiestos de Foro Babel se encuentran diversas personalidades de la cultura y el pensamiento en Cataluña, la mayoría de las cuales cercanas a la izquierda. Entre ellas, se puede señalar a las siguientes:
- Francesc de Carreras, catedrático de Derecho Constitucional de la UAB
- Félix Pérez Romera, antropólogo
- Miguel Riera, editor y director de El Viejo Topo
- José Ribas, fundador de Ajoblanco
- Félix de Azúa, profesor universitario y escritor
- Victoria Camps, catedrática de Ética de la UAB
- Gabriel Jackson, hispanista
- Juan Marsé, escritor
- Rosa Regàs, escritora
- Ana María Moix, escritora